# Euphorbia heterodoxa
Euphorbia heterodoxa är en törelväxtart som beskrevs av Johannes Müller Argoviensis. Euphorbia heterodoxa ingår i släktet törlar, och familjen törelväxter. Inga underarter finns listade i Catalogue of Life.

## Bildgalleri

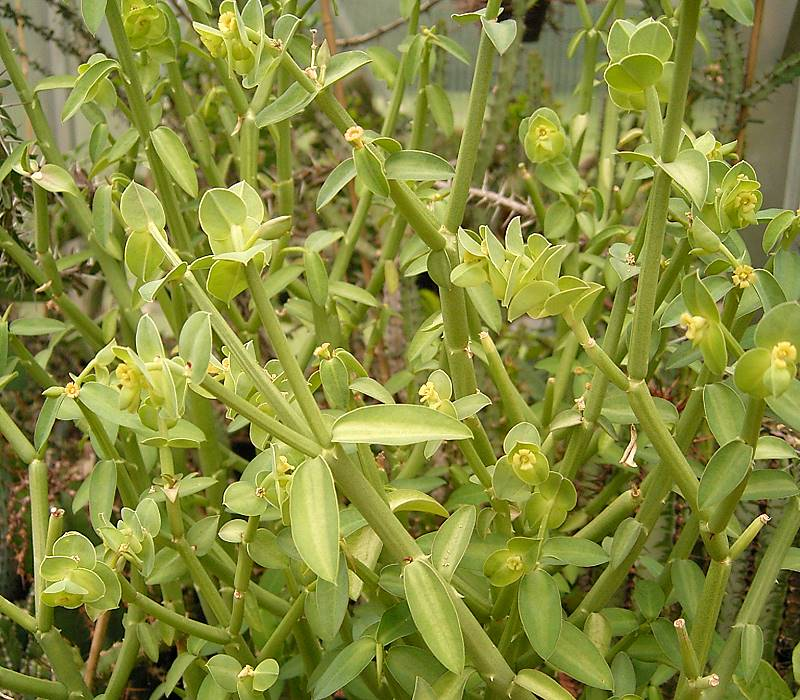